# Hermann Dingler
Hermann Dingler (Zweibrücken, 23 maggio 1846 – Aschaffenburg, 30 dicembre 1935) è stato un botanico e medico tedesco.

## Biografia
Era il figlio del farmacista Emil Erlenmeyer e il padre del filosofo Hugo Dingler, studiò medicina presso le università di Zurigo, Erlangen, Vienna e Monaco, poi partecipò ad un viaggio di studio botanico in Palestina e in Asia Minore. In seguito, trascorse alcuni anni a lavorare come medico militare e ferroviario nel servizio turco. Nel 1883 ottenne la sua abilitazione a Monaco di Baviera, poi 1889-1910, insegnò delle lezioni di botanica all'Università forestale di Aschaffenburg.
Mentre era insegnante presso l'Università di Aschaffenburg, diresse dei viaggi di ricerca nell'Anatolia (1892), Sri Lanka (1909), Sicilia (1912) e nel Caucaso (1914). Nel 1907 fondò un comitato per la conservazione naturalistica delle piante, situato nella parte occidentale della Bassa Franconia – il suo desiderio principale era quello conservare degli alberi di quercia in Spessart. Dal 1906 in poi, pubblicò diverse opere associate al genere Rosa.

## Opere principali
- Ueber das scheitelwachsthum des gymnospermenstammes, 1882.
- Die flachsprosse der phanerogamen, Vergleichend morphologisch-anatomische Studien, 1885.
- Die bewegung der pflanzlichen flugorgane; ein beitrag zur physiologie der passiven bewegungen im pflanzenreich, 1889.
- Ueber asymmetrie in der drüsenanordnung und rotfärbung bei den fiederblättchen mancher rosen, 1906.[2]